# Jolly Hotels
La Jolly Hotels S.p.A. è stata la più importante azienda alberghiera italiana nella seconda metà del XX secolo.

## Storia
Fu fondata col nome di "Compagnia Italiana Alberghi Turistici" nel 1949 a Valdagno (in provincia di Vicenza) da Gaetano Marzotto, il quale, viaggiando per l'Italia del dopoguerra, si rese conto della scarsità dell'offerta alberghiera turistica rispetto a quella di altre nazioni da lui visitate, intuendo come invece il turismo avrebbe assunto un ruolo sempre più importante nell'economia nazionale.
Jolly Hotels fu la prima catena alberghiera italiana a offrire la medesima qualità e accoglienza in tutti i propri alberghi, indipendentemente dalla collocazione geografica. Fu anche la prima società alberghiera italiana a quotarsi alla Borsa Italiana.
Sotto la direzione di Otello Britti, la società divenne verso la fine degli anni settanta la prima compagnia alberghiera italiana a livello internazionale, avendo aperto proprie strutture sia in Europa sia negli Usa, e la prima in Italia a importare il franchising, adattandolo all'economia turistica alberghiera.
Nel 2006 la società fu acquistata dalla catena spagnola NH Hoteles. Tutti gli hotel della compagnia furono progressivamente integrati nella nuova società, che portò a un abbandono definitivo del marchio Jolly Hotels, sostituito da NH hoteles.